# Olaus Michael Schmidt
Olaus Michael Schmidt (Trondhjem, 1784. július 11. – , 1851. július 5.) német származású norvég bíró. Négy ciklusban volt Norvégia igazságügyi minisztere.